# F. Nagy Piroska
F. Nagy Piroska  (Budapest, 1947. október 1. –), magyar műfordító. Több száz modern/klasszikus, egyaránt romantikus vagy sci-fi könyvek fordítója.

## Művei
- Gyere velem a gyerekklubba (mesekönyv, 1981.)

## Műfordításai

### Regények
- Th. N. Scortia-F. M. Robinson: A Prometheus-válság, tudományos-fantasztikus regény, 1980;
- A. C. Clarke: Randevú a Rámával, tudományos-fantasztikus regény, 1981;
- R Cook:  Agy, regény, 1981;
- Buchi Emecheta: A menyasszony ára, regény, 1982;
- J. Hersey: Harangot Adanónak, regény, 1982;
- H. R Haggard: Salamon király kincse, regény, Pozsony-Budapest, 1983;
- W. Kotzwinkle: E.T. A földönkívüli, tudományos-fantasztikus regény, 1983;
- A. C. Clarke: 2010. Második űrodisszeia, 1985;
- Válogatás A. E. van Vogt regényeiből és novelláiból, 1985 (Galaktika 8.);
- R Leeson: Újra a kincses szigeten, regény, 1986;
- J. Jellinek: Györgyike és a sárkány, mese, 1986;
- I. Asimov: Az Alapítvány pereme, regény, 1986;
- F. Geron: Sivatagi kommandó, 1987;
- A. D. Foster: A nyolcadik utas a halál, regény, 1987;
- D. Fraser: A pokol tíz napja, regény, 1987;
- Th. Hardy: Kalandozásaink az Ördöglyukban, ifjúsági regény, 1988;
- O. Stapledon: Az utolsó és az első emberek, tudományos-fantasztikus regény, 1989;
- F. Pohl-C. M. Kornbluth: Dr Gladiátor, fantasztikus regény, 1989;
- R Cook: Halálfélelem, regény, 1989;
- I. Asimov: Alapítvány és Föld, 1989;
- A. C. Clarke: 2061. Harmadi Űrodisszeia, tudományos-fantasztikus regény, 1990;
- Th. Sturgeon: Több mint emberi, tudományos-fantasztikis regény, 1990;
- A. C. Clarke: A gyermekkor vége, fantasztikus regény, Pozsony-Budapest, 1990;
- R Gover: 100 dolláros félreértés, regény, 1990;
- A. Bester: Tigris! Tigris!"" [Nemes Istvánnal], fantasztikus regény, 1990;
- M. Z. Bradley: Darkover, fantasztikus regény, 1991;
- O. S. Card: Végjáték, fantasztikus regény, 1991;
- I. Asimov: Az űr áramlatai, fantasztikus regény, 1992;
- I. Asimov: A csillagok akár a por, fantasztikus regény, 1992;
- R. Gover: 100 dolláros félreértés, 1992;
- A. D. Foster: Az út végén a halál, fantasztikus regény, 1992;
- D. Bischoff: Massza, regény, 1992;
- D. Steel: Emlékezés, regény, 1993;
- B. W. Aldiss: A Rendszer ellenségei. Történet a homo uniformisról, 1993;
- D. Steel: Eltűnt!"", 1994;
- J. Fenton: Megjelenés estélyiben, 1994;
- A. D. Foster: Elfelejtett űrhajó, tudományos-fantasztikus regény, 1994;
- J. Mattock: Rózsák, 1994;
- A. Quick: Bukott angyal, 1995;
- D. Prior: Pál első levele a korinthusiakhoz, 1995;
- R. Ludlum: Parsifal mozaik, 1995;
- D. Steel: Míg a halál el nem választ, regény. 1996;
- W. Bennis: A transzformatív vezetés, 1996;
- J. R. Porter: A Biblia képes kalauza, 1997;
- McGrath-E. Alister: Híd. Új utak az apologetikában, 1997;
- S. Brown: A szerelem rabláncán, 1997;
- S. Brown: Beszédes csend, 1997;
- J. D. Twentier: Az elismerés varázsereje, 1997;
- R. Furman: Válassz életcélt!, 1997;
- J. W. Robinson: Az Amway sztori, 1997;
- O. Mandino: A tizenkettedik angyal, 1997.